# Festival Internacional de Cine de San Sebastián 2019
La 67.ª edición del Festival Internacional de Cine de San Sebastián tuvo lugar del 20 al 28 de septiembre de 2019 en San Sebastián.

## Jurados

### Jurado de la Sección Oficial
- Neil Jordan (Irlanda) (Presidente del Jurado)
- Pablo Cruz (México)
- Lisabi Fridell (Suecia)
- Bárbara Lennie (España)
- Mercedes Morán (Argentina)
- Katriel Schory (Israel)

## Películas

### Sección Oficial
Las 16 películas siguientes compitieron para el premio de la Concha de Oro a la mejor película:
| Título en España                   | Título original                    | Director(es)                                         | País                                      |
| ---------------------------------- | ---------------------------------- | ---------------------------------------------------- | ----------------------------------------- |
| La decisión                        | Blackbird                          | Roger Michell                                        | Estados Unidos                            |
| A Dark-Dark Man                    | A Dark-Dark Man                    | Adilkhan Yerzhanov                                   | Kazajistán, Francia                       |
| La audición                        | Das Vorspiel                       | Inna Weisse                                          | Alemania, Francia                         |
| Y llovieron pájaros                | And the Birds Rained Down          | Louise Archambault                                   | Canadá                                    |
| La hija de un ladrón               | La hija de un ladrón               | Belén Funes                                          | España                                    |
| La trinchera infinita              | La trinchera infinita              | Jon Garaño, Aitor Arregi Galdós y José María Goenaga | España, Francia                           |
| Lhamo and Skalbe                   | La mu yu ga bei                    | Sonthar Gyal                                         | China                                     |
| Mano de obra                       | Mano de obra                       | David Zonana                                         | México                                    |
| Mientras dure la guerra            | Mientras dure la guerra            | Alejandro Amenábar                                   | España, Argentina                         |
| Pacificado                         | Pacified                           | Paxton Winters                                       | Brasil                                    |
| Patrick                            | Goncalo Waddington                 | Portugal, Alemania                                   |                                           |
| Próxima                            | Proxima                            | Alice Winocour                                       | Francia, Alemania                         |
| Rocks                              | Rocks                              | Sarah Gavron                                         | Reino Unido                               |
| Thalasso                           | Thalasso                           | Guillaume Nicloux                                    | Francia                                   |
| The Other Lamb                     | The Other Lamb                     | Malgorzata Szumowska                                 | Irlanda, Bélgica, Polonia, Estados Unidos |
| Vendrá la muerte y tendrá tus ojos | Vendrá la muerte y tendrá tus ojos | José Luis Torres Leiva                               | Chile, Argentina, Alemania                |

Fuera de competición
Las películas siguientes fueron seleccionadas para ser exhibidas fuera de competición: 
Largometrajes
| Título en español | Título original | Director(es)           | País           |
| ----------------- | --------------- | ---------------------- | -------------- |
| Diecisiete        | Diecisiete      | Daniel Sánchez Arévalo | España         |
| Zeroville         | Zeroville       | James Franco           | Estados Unidos |

Proyecciones especiales
| Título en español      | Título original        | Director(es)          | País      |
| ---------------------- | ---------------------- | --------------------- | --------- |
| La odisea de los giles | La odisea de los giles | Sebastián Borensztein | Argentina |

## Horizontes Latinos
El Premio Horizontes impulsa el conocimiento de los largometrajes producidos total o parcialmente en América Latina, dirigidos por cineastas de origen latino, o bien que tengan por marco o tema comunidades latinas del resto del mundo.
| Título                                        | Director(es)        | País                                                         |
| --------------------------------------------- | ------------------- | ------------------------------------------------------------ |
| La cordillera de los sueños (Cinta Inaugural) | Patricio Guzmán     | Chile                                                        |
| Agosto                                        | Armando Capó        | Cuba, Costa Rica, Francia                                    |
| Araña                                         | Andrés Wood         | Chile, Argentina, Brasil                                     |
| Así habló el cambista                         | Federico Veiroj     | Uruguay, Argentina, Alemania                                 |
| Chicuarotes                                   | Gael Garcia Bernal  | México                                                       |
| De nuevo otra vez                             | Romina Paula        | Argentina                                                    |
| El príncipe                                   | Sebastián Muñoz     | Chile, Argentina, Bélgica                                    |
| La bronca                                     | Daniel y Diego Vega | Perú, Colombia                                               |
| Los sonámbulos                                | Paula Hernández     | Argentina, Uruguay                                           |
| Los tiburones                                 | Lucía Garibaldi     | Uruguay, Argentina, España                                   |
| Monos                                         | Alejandro Landes    | Colombia, Argentina, Países Bajos, Alemania, Suecia, Uruguay |
| Nuestras madres                               | César Díaz          | Francia, Bélgica, Guatemala                                  |
| Temblores                                     | Jayro Bustamante    | Guatemala, Francia, Luxemburgo                               |

## Premios independientes

### Perlas (Perlak)
Las películas proyectadas en esta sección son largometrajes inéditos en España, que han sido aclamados por la crítica y/o premiados en otros festivales internacionales. Estas fueron las películas seleccionadas para la sección:
| Título en español              | Título original                   | Director(es)                    | País                           |
| ------------------------------ | --------------------------------- | ------------------------------- | ------------------------------ |
| Seberg                         | Seberg                            | Benedict Andrews                | Estados Unidos                 |
| Los consejos de Alice          | Alice et le maire                 | Nicolas Pariser                 | Francia, Bélgica               |
| Amazing Grace                  | Amazing Grace                     | Alan Elliott y Sydney Pollack   | Estados Unidos                 |
| Una gran mujer                 | Beanpole                          | Kantemir Balágov                | Rusia                          |
| Hasta siempre, hijo mío        | So Long, My Son                   | Wang Xiaoshuai                  | China                          |
| Ema                            | Ema                               | Pablo Larraín                   | Chile                          |
| Parásitos                      | Gisaengchung                      | Bong Joon-ho                    | Corea del Sur                  |
| Especiales                     | Hors normes                       | Olivier Nakache y Éric Toledano | Francia                        |
| La verdad                      | La vérité                         | Hirokazu Koreeda                | Francia, Japón                 |
| Les Misérables                 | Les Misérables                    | Ladj Ly                         | Francia                        |
| La luz de mi vida              | Light of my Life                  | Casey Affleck                   | Estados Unidos                 |
| Lo que arde                    | O que arde                        | Oliver Laxe                     | España, Francia, Luxemburgo    |
| Retrato de una mujer en llamas | Portrait de la jeune fille en feu | Celine Sciamma                  | Francia                        |
| Sorry We Missed You            | Sorry We Missed You               | Ken Loach                       | Reino Unido, Francia, Alemania |
| El tiempo contigo              | Tenki no Ko                       | Makoto Shinkai                  | Japón                          |
| The Laundromat: Dinero sucio   | The Laundromat                    | Steven Soderbergh               | Estados Unidos                 |
| El faro                        | The Lighthouse                    | Robert Eggers                   | Estados Unidos, Canadá         |
| Waiting for the Barbarians     | Waiting for the Barbarians        | Ciro Guerra                     | Italia                         |

### New Directors
Esta sección agrupa los primeros o segundos largometrajes de sus cineastas, inéditos o que solo han sido estrenados en su país de producción y producidos en el último año. Estas fueron las películas seleccionadas para la sección:
| Título en español        | Título original        | Director(es)              | País           |
| ------------------------ | ---------------------- | ------------------------- | -------------- |
| Africa                   | Africa                 | Oren Gerner               | Israel         |
| Algunas bestias          | Algunas bestias        | Jorge Riquelme Serrano    | Chile          |
| Disco                    | Disco                  | Jorunn Myklebust Syversen | Noruega        |
| La inocencia             | La inocencia           | Lucía Alemany             | España         |
| Las letras de Jordi      | Las letras de Jordi    | Maider Fernández Iriarte  | España         |
| El centro del horizonte  | Le milieu de l'horizon | Delphine Lehericey        | Suiza          |
| Las buenas intenciones   | Las buenas intenciones | Ana Garcia Blaya          | Argentina      |
| Noura's Dream            | Noura's Dream          | Hinde Boujemaa            | Túnez          |
| Lynn + Lucy              | Lynn + Lucy            | Fyzal Boulifa             | Reino Unido    |
| Scattered Night          | Heuteojin Bam          | Sol Kim, Jihyoung Lee     | Corea del Sur  |
| Sister                   | Sestra                 | Svetla Tsotsorkova        | Bulgaria       |
| The Giant                | The Giant              | David Raboy               | Estados Unidos |
| Bonfire at Dawn          | Yoake no takibi        | Koichi Doi                | Corea del Sur  |
| Bailando entre la niebla | Nematoma               | Ignas Jonynas             | Lituania       |

### Zabaltegi-Tabakalera
Esta sección agrupa trabajos filmográficos de cualquier metraje donde se busca nuevas miradas y formas. Estos fueron los trabajos seleccionados para la sección:
| Título en España                                    | Título original                                     | Director(es)                     | País      |
| --------------------------------------------------- | --------------------------------------------------- | -------------------------------- | --------- |
| Atlantics                                           | Atlantique                                          | Mati Diop                        | Senegal   |
| Blue Boy (corto)                                    | Manuel Abramovich                                   |                                  | Argentina |
| Delphine y Carole                                   | Delphine et Carole                                  | Callisto McNulty                 | Francia   |
| Nisman: El fiscal, la presidenta y el espía (serie) | Nisman: El fiscal, la presidenta y el espía (serie) | Justin Webster                   | España    |
| Ficción privada                                     | Ficción privada                                     | Andrés Di Tella                  | Argentina |
| Giraffe                                             | Giraffe                                             | Anna Sofie Hartmann              | Alemania  |
| First Love                                          | Hatsukoi                                            | Takashi Miike                    | Japón     |
| Estaba en casa, pero...                             | Ich war zuhause, aber                               | Angela Schanelec                 | Alemania  |
| Bird Island                                         | L’Île aux oiseaux                                   | Sérgio Da Costa, Maya Kosa       | Suiza     |
| Les enfants d'Isadora                               | Les enfants d'Isadora                               | Damien Manivel                   | Francia   |
| Leyenda dorada (corto)                              | Leyenda dorada (corto)                              | Ion De Sosa, Chema García Ibarra | España    |
| Escenas de vida (corto)                             | Lursaguak                                           | Izibene Oñederra                 | España    |
| El lago del ganso salvaje                           | Nan Fang Che Zhan De Ju Hui                         | Diao Yinan                       | China     |
| Nimic                                               | Nimic                                               | Yorgos Lanthimos                 | Alemania  |
| Nuestras derrotas                                   | Nos défaites                                        | Jean-Gabriel Périot              | Francia   |
| Play                                                | Play                                                | Anthony Marciano                 | Francia   |
| Antología de un pueblo fantasma                     | Répertoire des villes disparues                     | Denis Côté                       | Canadá    |
| Shakti (corto)                                      | Shakti (corto)                                      | Martín Rejtman                   | Argentina |
| Urpean lurra                                        | Urpean lurra                                        | Maddi Barber                     | España    |
| Zombi Child                                         | Zombi Child                                         | Bertrand Bonello                 | Francia   |

### Nest
Esta sección agrupa trabajos de estudiantes de escuelas de cine de todo el mundo, cuyos trabajos han sido previamente seleccionados, para que participen en proyecciones de sus cortometrajes. Estos fueron los trabajos seleccionados para la sección:
| Título original                    | Director(es)             | País                   |
| ---------------------------------- | ------------------------ | ---------------------- |
| Adults                             | Zhenya Kryukova          | Rusia                  |
| Benèze                             | Vinícius Girnys          | Francia                |
| Chiyo                              | Chiemi Shimada           | Reino Unido, Japón     |
| Drifting                           | Hanxiong Bo              | China - Estados Unidos |
| Em caso de fogo                    | Tomás Paula Marques      | Portugal               |
| Fiebre austral                     | Thomas Woodroffe Silva   | Chile                  |
| Freischwimmer                      | Gaya von Schwarze        | Alemania               |
| Greata (náusea)                    | Gerard Gil , Jana Jubert | España                 |
| Hra                                | Lun Sevnik               | República Checa        |
| I was still there when you left me | José María Avilés        | Argentina              |
| La enorme presencia de los muertos | Kevin Vu                 | EE.UU.                 |
| Maternité                          | Nataliya Ilchuk          | Francia                |
| Morgen                             | Bo Vloors                | Noruega                |
| Una sombra oscilante               | Celeste Rojas Mugica     | Argentina              |

## Otras secciones

### Zinemira
Sección dedicada los largometrajes con un mínimo de un 20% de producción vasca que se estrenan mundialmente así como aquellos hablados mayoritariamente en euskera. Todos ellos son candidatos al Premio Irizar al Cine Vasco. Estas fueron las películas seleccionadas para la sección:
| Título en España                                | Título en original             | Director(es)                      |
| ----------------------------------------------- | ------------------------------ | --------------------------------- |
| 70 binladens                                    | 70 binladens                   | Koldo Serra                       |
| Artiko (corto)                                  | Artiko (corto)                 | Josu Venero , Jesus Mari Lazkano  |
| El doble más quince                             | El doble más quince            | Mikel Rueda                       |
| El infierno (corto)                             | El infierno (corto)            | Raúl de la Fuente                 |
| Elcano y Magallanes, la primera vuelta al mundo | Ángel Alonso                   |                                   |
| Glittering Misfits                              | Glittering Misfits             | Iban del Campo                    |
| Las tres olas                                   | Hiru uhinak - les trois vagues | Loïc Legrand                      |
| La pequeña Suiza                                | La pequeña Suiza               | Kepa Sojo                         |
| Labo                                            | Labo                           | Jesus Mª Palacios                 |
| Paso al límite                                  | Muga deitzen da Pausoa         | Maider Oleaga                     |
| Lusaguak                                        | Lusaguak                       | Izibene Oñederra                  |
| Leyenda dorada (corto)                          | Leyenda dorada (corto)         | Ion de Sosa , Chema García Ibarra |
| Mateoren Ama (corto)                            | Mateoren Ama (corto)           | Aitor Arregi , Jose Mari Goenaga  |
| Medvedek (corto)                                | Medvedek (corto)               | Ainhoa Gutiérrez del Pozo         |
| Aves de paso                                    | Paseko txoriak                 | Juanmi Gutiérrez                  |
| El hijo del acordeonista                        | Soinujolearen semea            | Fernando Bernués                  |
| Varados                                         | Varados                        | Helena Taberna                    |

### Made in Spain
Sección dedicada a una serie de largometrajes españoles que se estrenan en el año. Estas fueron las películas seleccionadas para la sección:
| Título original                            | Director(es) |
| ------------------------------------------ | --- |
| 7 raons per fugir                          | Esteve Soler, Gerard Quinto, David Torras |
| Buñuel en el laberinto de las tortugas     | Salvador Simó |
| Dolor y gloria                             | Pedro Almodóvar |
| El cuarto reino. El reino de los plásticos | Adán Aliaga, Àlex Lora |
| El viatge de Marta                         | Neus Ballús |
| Historia de nuestro cine                   | Antonio Resines, Ana Pérez-Lorente |
| La banda                                   | Roberto Bueso |
| La ciudad oculta                           | Víctor Moreno |
| La filla d'algú                            | Marcel Alcántara , Julia De Paz , Sara Fantova , Guillem Gallego , Celia Giraldo , Alejandro Marín , Valentín Moulias , Gerard Vidal , Pol Vidal , Enric Vilageliu , Carlos Villafaina |
| La virgen de agosto                        | Jonás Trueba |
| Los días que vendrán                       | Carlos Marqués-Marcet |
| Me llamo Violeta                           | David Fernández de Castro, Marc Parramon |
| Ojos negros                                | Marta Lallana, Ivet Castelo |
| Si me borrara el tiempo lo que yo canto    | David Trueba |
| Superlópez                                 | Javier Ruiz Caldera |
| Puentes                                    | Jon Sistiaga, Alfonso Cortés-Cavanillas |

### Culinary Zinema
Sección no competitiva creada en colaboración con el Festival Internacional de Cine de Berlín y organizada conjuntamente con el Basque Culinary Center para unir el cine, la gastronomía y el desarrollo de diversas actividades relacionadas con la alimentación. Estas fueron las películas seleccionadas para la sección:
| Título en original                       | Director(es)                | País             |
| ---------------------------------------- | --------------------------- | ---------------- |
| Bittor Arginzoniz. Vivir en silencio     | Iñaki Arteta                | España           |
| Cocinar belleza                          | Sergio Piera                | España           |
| Gazta                                    | Mikel Urretabizkaia         | España           |
| Huele a ti (corto)                       | Marc Vadillo , Marwan Sabri | España           |
| La leyenda de Don Julioː Corazón y hueso | Alfred Oliveri              | España           |
| La receta de la vida (corto)             | Marta López , Eduardo Peiró | España           |
| Le chocolat de H                         | Takashi Watanabe            | Japón            |
| Nouvelle Cuisine (corto)                 | José Manuel Prada García    | España           |
| Sora no Restaurant (corto)               | Yoshihiro Fukagawa          | Japón            |
| The tasto of Pho                         | Mariko Bobrik               | Alemania,Polonia |
| The wandering Chef                       | Park Hye-ryoung             | Corea del Sur    |
| A taste of sky                           | Michael Lei                 | EE.UU.           |
| Eres lo que comes (corto)                | Igor Arabaolaza             | España           |

### Cine en Construcción 36
Esta sería la última edición de Cine en Construcción, que a partir del año le cogería el relevo el espacio WIP Latam. Así pues acababa el recorrido de este espacio, creado por el Festival en 2002 con la colaboración de Cinélatino, Rencontres de Toulouse, donde se exhibían producciones latinoamericanas en fase de postproducción. Estas fueron las películas seleccionadas para la sección:
| Título en original      | Director(es)      | País                        |
| ----------------------- | ----------------- | --------------------------- |
| El árbol rojo           | Joan Gómez Endara | Colombia - Panamá - Francia |
| Las vacaciones de Hilda | Agustín Banchero  | Uruguay - Brasil            |
| Madalena                | Madiano Marcheti  | Brasil                      |
| Nudo mixteco            | Ángeles Cruz      | México                      |
| Os Caminhos do Meu Pai  | Mauricio Osaki    | Brasil                      |
| Sin señas particulares  | Fernanda Valadez  | México                      |

### Glocal in Progress
Esta sección, que se transformaría en la edición siguiente en WIP Europa, recoge las producciones europeas en fase de postproducción. Estas fueron las películas seleccionadas para la sección:
| Título en original     | Director(es)                                | País                                            |
| ---------------------- | ------------------------------------------- | ----------------------------------------------- |
| Emil                   | Andrei Gruzsniczki                          | Rumanía                                         |
| Galaktika e Andromedës | More Raça                                   | Kosovo - Francia - Macedonia del Norte - Italia |
| Les dues nits d'ahir   | Pau Cruanyes Garrell , Gerard Vidal Barrena | España                                          |

## Retrospectivas

### Homenaje a Roberto Gavaldón
La retrospectiva de ese año fue dedicado a la obra del cineasta mexicano Robeto Gavaldón. Se seleccionaron 19 películas de su extensa obra. Fueron las siguientes:
| Título en original           | Año  |
| ---------------------------- | ---- |
| Acuérdate de vivir           | 1953 |
| Aquí está Heraclio Bernal    | 1957 |
| Días de otoño                | 1962 |
| Don Quijote cabalga de nuevo | 1973 |
| El gallo de oro              | 1964 |
| El rebozo de la soledad      | 1952 |
| En la palma de la mano       | 1951 |
| Flor de mayo                 | 1959 |
| La barraca                   | 1945 |
| La diosa arrodillada         | 1947 |
| La madrastra                 | 1974 |
| La noche avanza              | 1952 |
| La otra                      | 1946 |
| Macario                      | 1960 |
| Miércoles de ceniza          | 1958 |
| Rayando el sol               | 1946 |
| La rosa blanca               | 1964 |
| Rosauro Castro               | 1950 |
| Sombra verde                 | 1954 |

## Palmarés

### Premios oficiales[13]
- Concha de Oro: Pacificado de Paxton Winters
- Premio especial del jurado: Próxima de Alice Winocour
- Concha de Plata al mejor director : Jon Garaño, Aitor Arregi Galdós y José María Goenaga por La trinchera infinita
- Concha de Plata al mejor actor : Bukassa Kabengele por Pacificado
- Concha de Plata a la mejor actriz : (ex-æquo) Greta Fernández por La hija de un ladrón y Nina Hoss por La audición
- Premio del jurado a la mejor fotografía : Laura Merians por Pacificado
- Premio del jurado al mejor guión : Luiso Berdejo y Jose Mari Goenaga por La trinchera infinita

### Premio Donostia
- Penélope Cruz
- Costa-Gavras
- Donald Sutherland

### Otros premios oficiales
- Premio Kutxa - Nuevos Directores: Algunas bestias, de Jorge Riquelme Serrano

Mención especial : Sister de Svetla Tsotsorkova
- Premio Horizontes: De nuevo otra vez de Romina Paula

Mención especial : La bronca de Diego y Daniel Vega
- Premio Zabaltegi-Tabakalera: Estaba en casa, pero... de Angela Schanelec

Mención especial : Les enfants d'Isadora de Damien Manivel
- Premio del Público de San Sebastián: Especiales de Olivier Nakache y Éric Toledano
  - Premio  a la Mejor Película Europea:  Sorry We Missed You de Ken Loach
- Premio Nest: Em caso de fogo de Tomás Paula Marques

Mención especial : Fiebre austral de Thomas Woodroffe Silva
Premio Irizar al Cine VascoLa trinchera infinita de Jon Garaño, Aitor Arregi Galdós y José María Goenaga
Mención especial : Glittering Misfits de Iban del Campo
Premio TCM de la juventudLas buenas intenciones de Ana Garcia Blaya

### Premios de la industria
- Premio Cine en Construcciónː Sin señas particulares de Fernanda Valadez
- Premios Glocal in Progressː Galaktica e Andromedes de More Raça
- Premios Foro de Coproducción Europa-América Latina  
  - Premios Foro de Coproducción Europa-América Latinaː La hija de todas las bestias de Laura Baumesiter
  - Premio EFAD (Desarrollo América Latina-Europa)ː La hija de todas las bestias de Laura Baumesiter
  - Premio Eurimages al desarrollo de coproducciónː Almamula de Juan Sebastián Torales
  - Artekino International Prizeː La hija de todas las bestias de Laura Baumesiter
- Premio Ikusmira Berriakː Sem dor de Michael Wahrmann
- Premio Zinemaldia & Technologyː Largoai de Michael Wahrmann

### Otros premios
- Premio RTVE - Otra Miradaː La ola verde de Juan Solanas
- Premio Cooperación Españolaː Nuestras madres de César Díaz

### Premios paralelos
- Premio FIPRESCIː La trinchera infinita de Jon Garaño, Aitor Arregi Galdós y José María Goenaga
- Premio FEROZ Zinemaldiaː La trinchera infinita de Jon Garaño, Aitor Arregi Galdós y José María Goenaga
- Premio al Mejor Guion Vascoː La trinchera infinita de Jon Garaño, Aitor Arregi Galdós y José María Goenaga
- Premio Lurra - Greenpeaceː Le milieu de l'horizon de Delphine Lehericey
- Premio Signis: Rocks de Sarah Gavron

Mención especial : Próxima de Alice Winocour
- Premio a la Solidaridadː Y llovieron pájaros de Louise Archambault
- Premio Sebastianeː  Monos de Alejandro Landes
- Premio Ateneo Guipuzcoanoː La audición de Inna Weisse